# Dôme de chaleur
En météorologie, le dôme de chaleur est un mécanisme qui provoque la canicule. Il s’agit d’un blocage par un système de haute pression (anticyclone) persistant et/ou puissant produisant une sorte de dôme où la température est plus élevée sur une grande épaisseur de la troposphère que dans les régions environnantes. Ce phénomène a pour résultat des chaleurs caniculaires. Un dôme de chaleur peut survenir principalement en été et au printemps, lorsque la masse d'air se réchauffe suffisamment dans la journée et provoque des températures anormalement élevées sur une grande étendue géographique.

## Terminologie
Auparavant, l’expression dôme de chaleur (en anglais heat dome) était employée pour désigner un îlot de chaleur urbain (en anglais city heat dome) car ce phénomène se caractérise par de l'air chaud qui forme un dôme sur de grandes villes. Il s'agit d'un phénomène d'échauffement local en comparaison aux zones non urbaines, dont les principaux mécanismes incluent le piégeage radiatif et l'inertie des matériaux urbains, le manque d'évapotranspiration, le ralentissement de l'écoulement du vent et les activités humaines ,,,,.
Or, l'usage dans la météorologie, présenté dans cet article, est établi récemment, surtout à partir de 2021, à la suite de la catastrophe de la canicule de 2021 dans l'Ouest de l'Amérique du Nord. Certes, ce phénomène météorologique existe depuis longtemps et toujours. Toutefois, sa nature restait inconnue. À la différence du premier emploi, il s'agit d'un phénomène tout à fait naturel, même si le réchauffement climatique, à cause des activités industrielles, peut accélérer ses apparitions et aggraver ses dégâts.
Cette nouvelle utilisation du mot, d'abord employée par des journalistes, a causé une hésitation parmi un certain nombre de scientifiques. Mais à partir de 2022, l'usage est bien établi tant par les chercheurs que par les autorités,.
Il est à noter que l'effet inverse est connu en tant que phénomène goutte froide, par exemple apparu en France en juin 2021.

## Phénomène et mécanisme

Mécanisme.

Voir aussi « Causes du phénomène dôme de chaleur en résumé » au-dessous.

Selon le National Ocean Service, un département de la National Oceanic and Atmospheric Administration américaine, un dôme de chaleur est une zone fermée de températures plus chaudes que les régions environnantes qui survient lorsque l'atmosphère retient l'air sous un anticyclone en été comme le ferait un couvercle. En été, ce type d'anticyclone puissant est formé entre 3 000 et 7 600 m d'altitude. Ce phénomène survient surtout lors d'une situation de blocage météorologique alors que les systèmes bougent peu ou très lentement d'ouest en est et que la chaleur peut s'accumuler sous l'anticyclone d'altitude grâce à la subsidence de l'air et au réchauffement diurne cumulatif,,,.

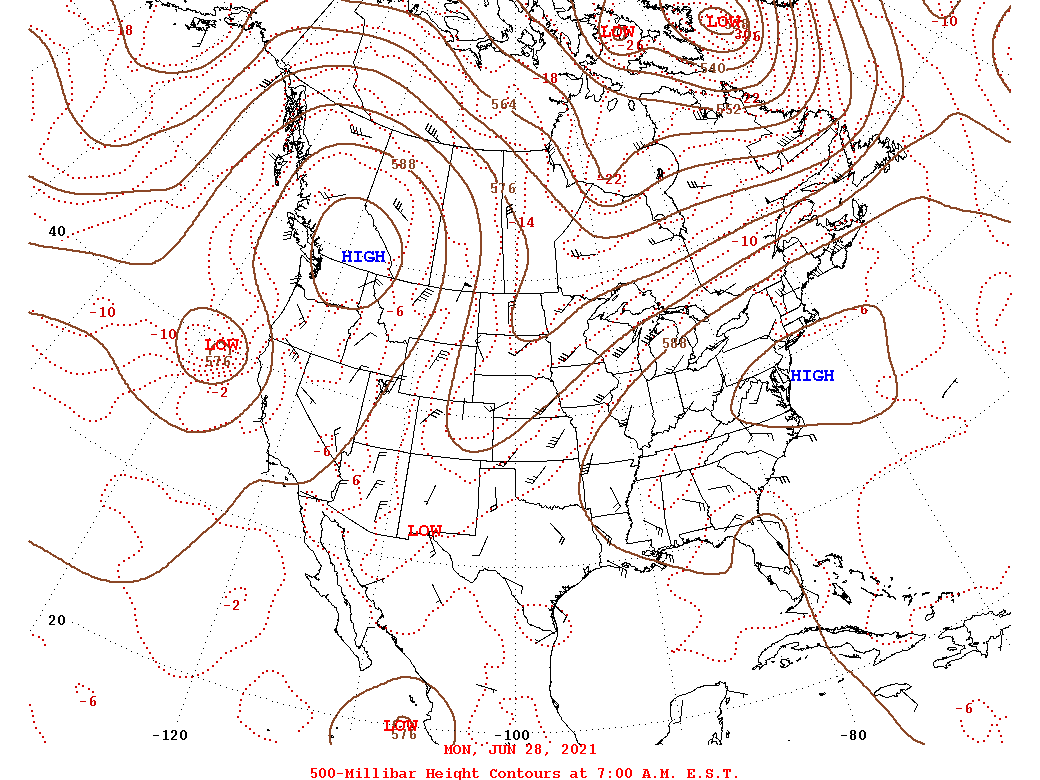
Dôme de chaleur (HIGH en bleu à gauche, un anticyclone anormal) au-dessus de la province Colombie-Britannique au Canada, le 28 juin, lors de la canicule de 2021 dans l'Ouest de l'Amérique du Nord. C'était la région la plus touchée, avec de nombreux décès. Durant quelques jours, l'anticyclone ne s'est jamais déplacé. La dépression sur l'Océan Pacifique près de l'État de Californie (LOW en rouge) était une autre cause du phénomène, faisant vernir l'air très chaud dès l'équateur.

Le courant-jet, qui circule normalement de manière linéaire, peut subir l'oscillation. En conséquence, l'anticyclone est bloqué dans le courant en forme de l'oméga (voir la carte isobarique à gauche).
N.B. En septembre 2023, le bloc oméga a multiplié des dégâts en Europe. Alors que le dôme de chaleur avait de nouveau causé un épisode caniculaire en France [A], deux dépressions ont provoqué des inondations historiques (issues de la goutte froide) tant en Espagne [D gauche] qu'en Grèce [D droite],.

En 2023, Météo-France détaille son mécanisme plus précisément. D'abord, ce phénomène a besoin d'un air déjà chaud. En Europe, il s'agit normalement de la couche d'air saharien tandis qu'en Amérique du Nord, est responsable l'augmentation anormale de la température issue de l'océan Pacifique tropical, souvent renforcée par le phénomène El Niño. Puis, une vaste zone anticyclonique à tout étage emprisonne cet air. Car en été, dans l'hémisphère plus ensoleillé, le courant-jet se déplace vers le pôle, par exemple jusqu'à la frontière entre les États-Unis et le Canada. Et ce courant-jet déplacé garde normalement des anticyclones puissants au côté de l'équateur, à cause de son oscillation. Ces hautes pressions de l'anticyclone développé empêchent de libérer la chaleur au-dessus au soir. En outre, ces pressions ont pour effet de provoquer la compression thermodynamique, qui crée plus de chaleur. Cet immense anticyclone est également capable d’empêcher la formation de nuages qui réduiraient le rayonnement du soleil et de vents d'ouest qui transporteraient l'air plus frais vers l’extérieur. Tels sont les éléments qui aggravent la canicule sous le dôme de chaleur.
L'Amérique n'a pas l'exclusivité du phénomène, parfois nommé dôme anticyclonique chaud, que l'on rencontre également en Sibérie et dans d'autres endroits.

## Études météorologiques et climatologiques

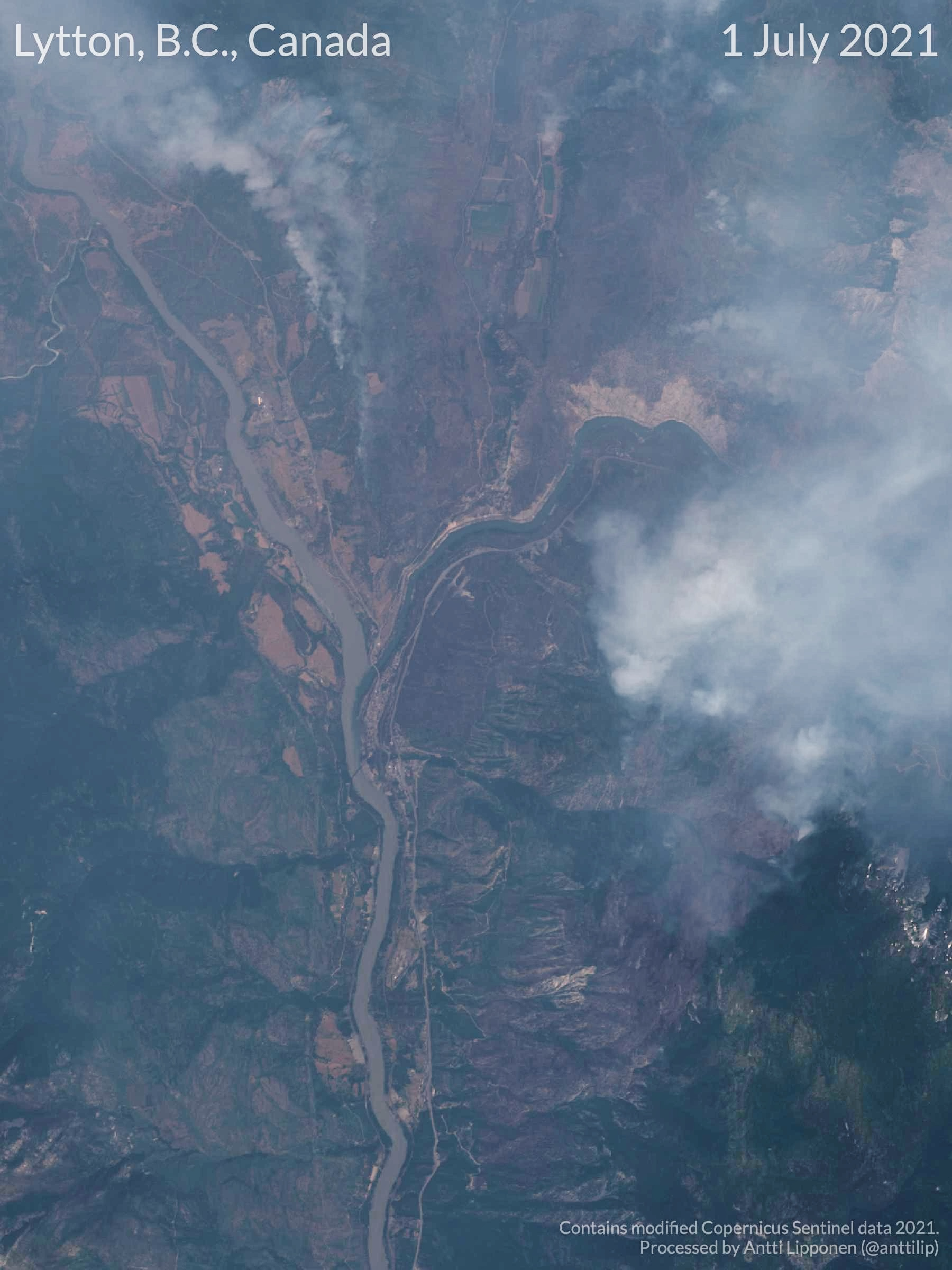
Image de l'incendie de Lytton, prise le 1er juillet 2021, le lendemain du record 49,6 °C.

Auparavant, les études sur ce phénomène existaient peu. C'est la canicule de 2021 dans l'Ouest de l'Amérique du Nord qui a sonné la sirène d'alerte aux chercheurs. Car, le dôme de chaleur a été constaté, d'abord, dans un des pays les plus froids, Canada. Puis, la température anormale enregistrée, 49,6 °C, reste le record mondial. Ensuite, la canicule a apparu à la fin du mois de juin, au lieu de juillet ou d'août qui connaissent normalement une température la plus chaude. En outre de ces anormalités, enfin, ce dôme de chaleur, sans précédent, a causé d'immenses dégâts. Les recherches sont en cours.

### Études de 2022
Une des premières études remarquables est celle du docteur Dominik L. Schumacher de l'école polytechnique fédérale de Zurich, publiée en novembre 2022. Il a sélectionné 150 épisodes les plus intenses de canicule en Amérique du Nord, observés depuis 1982. Celui de 2021 reste le plus puissant et son anormalité est sans précédent. Tous ces 150 épisodes étaient liés à l'anticyclone. Or, la chaleur maximale n'était pas nécessairement coïncidée au moment où l'anticyclone avait sa plus forte intensité. Dans le cas de la canicule 2021, au contraire, la température la plus haute était constatée juste après que l'intensité de l'anticyclone avait atteint au sommet. De plus, l'augmentation de la température dans la troposphère était plus forte, une autre anormalité. L'advection verticale de cette troposphère, qui serait le responsable d'une chaleur jamais constatée, était observée surtout dans l'Ouest des montagnes Rocheuses. L'auteur et ses collèges considèrent que l'humidité de sol a un rôle important dans ce phénomène. Une fois vaporisée, l'eau est capable de transmettre beaucoup d'énergie dans le dôme. Et le chercheur a constaté l'interaction entre l'atmosphère et le sol. L'humidité restant dans le sol au début serait 11,7% de responsable de canicule, qui provoquerait 2,8 °C plus de température au moment du record, le 29 juin.
Une étude de l'université de Chicago, présentée de même en novembre 2022, poursuivait la cause de ce phénomène catastrophique. D'après cette étude, la chaîne d'événements a débuté, le 23 juin sur le golfe d'Alaska. Le courant-jet, affaibli, a causé une forte diffluence. Cette dernière a favorisé la formation d'une cyclogénèse puissante. À partir du 24 juin, le courant-jet a commencé à former et à bloquer un anticyclone intense, finalement devenu un bloc oméga puissant. Cette date coïncidait l'arrivée de l'air très chaud. Ce blocage a par conséquent provoqué une immense canicule.

### Études de 2023
En février 2023, une équipe de l'université de Colombie-Britannique a publié un compte-rendu très détaillé. Rachel H. White et ses collègues ont identifié pourquoi le village de Lytton, quasiment détruit par l'incendie, avait enregistré cette température inédite. Sous le dôme de chaleur, la situation géographique est importante. Ce village est situé dans les vallées Rocheuses où le fleuve Fraser et la rivière Thompson forment la confluence. Sous l'anticyclone exceptionnel, l'élan descendant de l'air chaud a eu effet de compression thermodynamique. Cette compression a été amplifiée par les vallées serrées des montagnes. Les roches exposées et sans arbres ont fait transformer le rayon du soleil en chaleur. De plus, avec l'anticyclone qui bloquait la chaleur, ces vallées serrées, manquant l'espace ouvert, empêchaient au soir de livrer la chaleur en tant qu'infra-rouge au ciel. Aussi, à partir du 24 juin 2021, la température continuait-elle à évoluer, de jour comme de nuit, jusqu'à ce que le village enregistre 49,6 °C,. Ces scientifiques ont pareillement examiné les provisions météorologiques. À vrai dire, cette canicule était prévue, déjà, le 18 juin, 8 jours auparavant, par des météorologues qui constataient un anormal sur l'Océan Pacifique. Certains s'étaient aperçus, même le 7, que fût apparu cette anormalité. Puis, le 21 juin, 5 jours avant, ils étaient convaincus qu'avec 95% de certitude, plusieurs jours de chaleur extrême arriverait. Toutefois, en craignant l'effet « L'Enfant qui criait au loup », ils hésitaient encore à le signaler. Finalement, c'était entre les 23 et 25 que les météorologues ont alerté aux autorités, à la suite d'une augmentation réele de la température. Le 25, la canicule a débuté.
Cette étude a révélé qu'à Lytton, le dôme de chaleur n'était pas un seul factor qui eût provoqué la catastrophe. Une autre étude, présentée dans la même revue Nature un mois plus tard, se concentrait sur ce sujet. Elle a examiné les dossiers disponibles à partir de 1959, en utilisant la statistique. L'équipe, dirigée par Xing Zhang, estime que le phénomène dôme de chaleur aurait été 54,64% de responsable pour la température anormale, observée en juin 2021 (au moyen 6,71 °C plus). L'étude constatait pareillement une anormalité d'humidité du sol, pendant cet épisode. Cette équipe aussi considère, comme Schumacher, qu'il faut établir correctement le lien entre cette anormalité de sol et le phénomène dôme de chaleur.
En juin 2023, Kaiyu Chen, Jacob Boomsma et Heather A. Holmes ont révélé un double effet, amplifié par le dôme de chaleur et l'îlot de chaleur urbain. En effet, en été 2021, sous le dôme de chaleur historique, les villes de Vancouver, de Seattle (42,2 °C) et de Portland (46,7 °C) avaient subi une mortalité vraiment supérieure. Vancouver seule avait enregistré 434 morts, liés au phénomène. Surtout, l'étude examinait le lien entre la canicule et la distance de la ville au centre de l'anticyclone. L'effet apparaissait, en juin 2021, soit simultanément, soit avec quelques jours de décarage. Salt Lake City, qui est située dans une région intérieure et loin de la mer, avait subi 12 jours consectifs de canicule, à la suite de l'arrivée du centre d'un puissant anticyclone le 13. Ce dernier y restait pendant 10 jours,.

### Études de 2024
Une étude, publiée le 16 janvier 2024, traite la question de  l'humidité de sol. Michael E. Mann et ses collègues ont découvert que l'onde de Rossby avait un rôle important pour l'épisode de 2021. Si l'étude n'a pas pu établir la contribution directe de l'onde de Rossby 4 pour le dôme de chaleur, cette onde, installée sur la région le 19 juin, avait sa puissance la plus forte le 24. Par contre, c'était l'onde 7 qui avait exactement séché le sol avec l'augmentation de température, avant que le dôme n'arrive. Le sol sec, qui n'était plus capable d'absorber la chaleur, avait fait aggraver la catastrophe,.
Le 22 avril 2024, la revue Nature était remarquée par l'étude de Piyush Jain auprès de l'organisation Ressources naturelles du Canada et ses collaborateurs des deux pays. Ils ont étudié le lien entre le dôme de chaleur et l'incendie des forêts, en utilisant les dossiers depuis l'année 1979. D'abord, l'équipe a comparé l'intensité des dômes de chaleur, d'après l'anormalité apparue au milieu de troposphère. Le résultat est que le dôme de chaleur de 2021 était exceptionnellement puissant : 2,9 fois plus fort que le moyen des dômes les plus développés des années 1979 - 2020, et même 36% plus puissant que celui de 2003, qui reste le deuxième. Ce dôme de 2021 avait préparé, avec ses température et sécheresse, un grand nombre d'incendies du mois de juillet, qui ont dévasté 32 000 km2 (équivalant à la surface de la Belgique) contre 75 000 km2 de toute l'année 2021. Et même pendant 10 jours d'existence en juin, le dôme était capable d'augmenter l'incendie jusqu'à 34%. La caractéristique particulière du dôme de chaleur 2021 était qu'avec sa puissance exceptionnelle, celui-ci provoquait plusieurs incendies synchrones. Il s'agit d'un phénomène très dangereux, car il est difficile à maîtriser simultanément ces incendies par les pompiers.
Après leur première étude sur la mortalité durant le dôme de chaleur extrême de 2021, publiée en février 2022 (en), Sarah Henderson (PhD et directrice de deux centres de santé au Canada) et ses collègues ont présenté, en juillet 2024, que, pendant cet épisode en Colombie-Britannique, il y avait 2,4 fois plus de mortalité parmi ceux qui vivaient dans la pauvreté, à savoir bénéficiaires de l'aide sociale de revenue. L'étude suggère que, lors du dôme de chaleur qui dure plusieurs jours, une grosse vulnérabilité sociale peut favoriser plusieurs facteurs qui provoquent la mort, par exemple un état de santé général plus médiocre. En outre, ce dôme de chaleur avait augmenté la mortalité surtout parmi les malades de la schizophrénie, de la bronchopneumopathie chronique obstructive, de la maladie de Parkinson, de l'insuffisance cardiaque chez l'humain, de la maladie rénale chronique, de l'accident vasculaire cérébral ischémique et les troubles liés à l'usage de substances.
Une étude publiée en septembre, présidée par Pushpam Joseph Aji John, présente un effet considérable des forêts. Les chercheurs avaient analysé les températures dans une région de l'État de Washington, enregistrées pendant l'épisode de 2021. Ils ont confirmé l'effet de la canopée. Dans les forêts où la densité des arbres était supérieure, la température était 3°C moindre que sur les terrains où les arbres avaient été coupées. De plus, en comparaison de toute la région, on constatait 4°C de décalage. Cette capacité était surtout constatée dans les forêts où les arbres étaient plus âgées et en état naturel. Les forêts maintenues par les hommes suivaient mais avec une température un peu plus chaude. L'étude suggère qu'il faut encore analyser l'impact du dôme de chaleur sur ces forêts, ce qui peut endommager leur capacité de lutter contre la chaleur.

### Études de 2025
S'il ne s'agit pas d'une étude concernant le phénomène de dôme de chaleur, celle de l'université Simon Fraser, présentée le 22 avril 2025, insiste une nécessité importante sur la politique. Après avoir examiné plus de 240 documents officiels qui ont apparu après 2023, son équipe a trouvé que, lors de l'épisode du dôme de chaleur 2021, les réactions étaient très différentes parmi les communes. En effet, faute de ressource et d'équipe formée, celles de petite taille ou celles qui manquent de densité de population n'étaient pas capables de maîtriser la situation. Andréanne Doye, PhD, conclut qu'il faut beaucoup plus de coopération et de coordination parmi les communes, afin de lutter contre le dôme de chaleur.

## Causes du phénomène dôme de chaleur en résumé
- Affaiblissement et oscillation du courant-jet, souvent et notamment constatés en été ;
- Formation du bloc oméga par cette anormalité du courant-jet (un anticyclone et deux dépressions) ou du bloc diffluent (avec une seule dépression) ;
- Arrivée de l'air très chaud vers ces dépressions ;

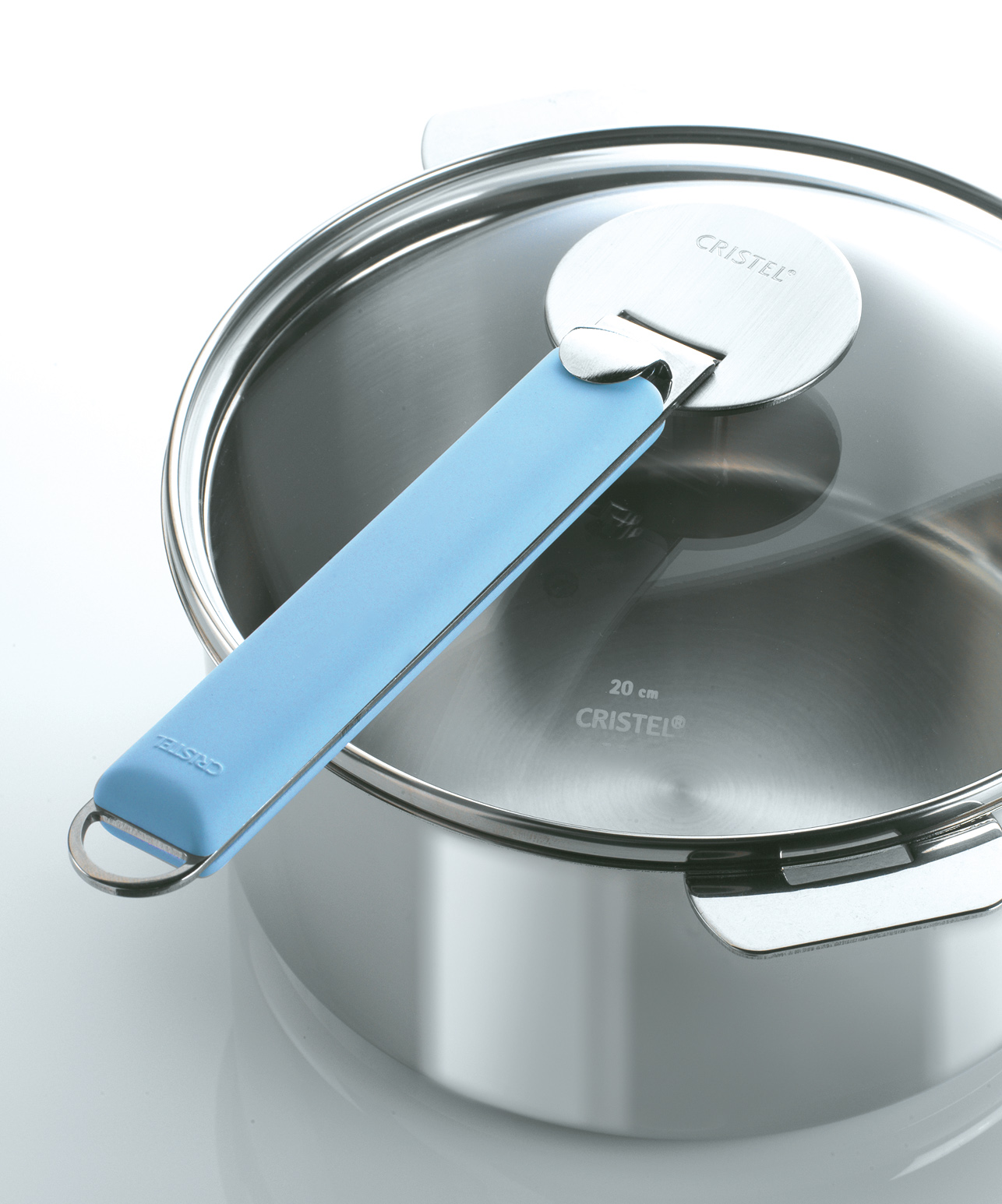
Tout comme une casserole fermée, le dôme de chaleur fait augmenter la température avec une immense efficacité. Autrement dit, subir le dôme de chaleur est semblable à vivre dans une casserole naturelle.

- Immense accumulation de l'air chaud, dans l'anticyclone, qui monte en haute altitude ;
- Développement d'un vaste et puissant anticyclone qui bloque cet air entier ;
- Manque de déplacement de cet anticyclone pendant quelques jours, en raison de moins d'alternance entre l'anticyclone et la dépression en été ;
- Proximité du centre de cet anticyclone intense qui provoque :
  - Effet de compression thermodynamique ;
  - Rayons du soleil transformés en chaleur, à cause du manque de nuages ;
  - Manque de pluie qui refroidit le sol ;
  - Manque de vent qui apporte l'air froid ;
  - Empêchement de livrer la chaleur au ciel, au soir, surtout en infrarouge ;
  - Interaction entre le sol humide et l'air chaud ; devenu sec, le sol n'absorbe plus la chaleur ;
- Aggravation dans les montagnes qui favorisent ces effets (vallée, roches, etc.) ;
- Aggravation dans de grandes villes, à cause des activités humaines et industrielles, y compris augmentation de l'usage de la climatisation qui provoque plus de chaleur.

## Événements de typedôme de chaleurdans l'histoire

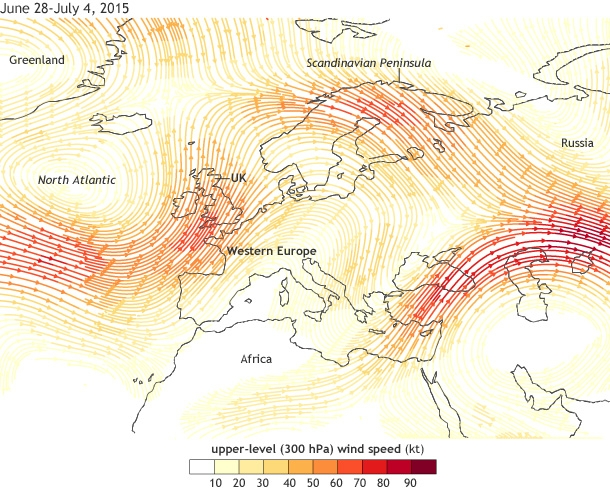
Bloc oméga avec une anormalité du courant-jet, qui a causé la canicule européenne de juin à juillet en 2015 (NOAA).

### Canicules inédites
- 2003 : 46,2 °C  à Cordoue en Espagne lors de la canicule européenne d'août 2003[10] ;
- 2015 : 41,1 °C à la station de Saint-Étienne/Bouthéon et 40,3 °C à celle de Kitzingen lors de la canicule européenne de 2015[27] ;
- 2019 :  46,0 °C à Vérargues en France lors de la canicule européenne de juin 2019[28] ;
- 2019 :  42,6 °C à Lingen en Allemagne[29] lors de la canicule européenne de fin juillet 2019[30].
- 2020 : 38 °C à Verkhoïansk, en Sibérie[12],[31].

### À partir de 2021, phénomènes attribués au dôme de chaleur
- 2021 : le 30 juin, 49,6 °C à Lytton en Colombie-Britannique au Canada, le phénomène ayant touché une large zone de la côte nord-ouest de l'Amérique[6],[32],[N 6] ;
- 2023 : le 21 juin, 46 °C (et 29 °C au soir) à Monclova (Mexique) ainsi que le même 46 °C à Del Rio (Texas), affectés au dôme de chaleur[33] ; un météorologiste américain a déclaré 3 années consécutives du phénomène dôme de chaleur (2021, 2022 et 2023), qui provoquait un dégât considérable dans le secteur agricole[34] ;
- 2023 : en juillet à Phoenix (Arizona), plus de 43 °C pendant 31 jours consécutifs, phénomène attribué au double impact du dôme de chaleur et de l'îlot de chaleur urbain[35] ;
- 2023 : le 23 août, 46,7 °C à Chicago, à la suite d'un vaste dôme de chaleur et de l'humidité issue du Golfe du Mexique[36] ;
- 2023 : le même 23 août, 43,7 °C à Villariès près de Toulouse lors de la canicule de 2023 en Europe. Il s'agit de la température la plus élevée, constatée au mois d'août en France. De surcroît, plusieurs communes connaissaient 4 jours consécutifs qui enregistrent plus de 40 °C : Orange, Cordes-sur-Ciel, Aubenas, Pont-Saint-Esprit, Carcassonne ainsi que, durant 5 jours, Montségur-sur-Lauzon[18] ;
- 2023 : le 14 novembre, malgré un mois de printemps, Rio de Janeiro en Brazil a enregistré 39 °C, phénomène attribué au dôme de chaleur, à l'îlot de chaleur urbain et aux vents chauds à partir d'autres anticyclones. Ce qui a choqué les habitants était que la température ressentie augmentait à 58,5 °C[37],[38] ;
- 2024 : à la suite d'un dôme de chaleur, au début de juin déjà, la ville de Phoenix a enregistré 45 °C ainsi qu'à Las Vegas 43,9 °C[39]. Un mois plus tard, le 5 juillet Palm Springs (Californie) a été frappé par 51,1 °C de chaleur. Le 7 juillet, Las Vegas aussi a battu son record historique, avec 49 °C (officiellement 120 °F = 48,888 9 °C), à cause d'un autre dôme de chaleur, plus puissant[40] ;
- 2024 : en septembre 2024, Phoenix a établi un record inédit : 113 jours consécutifs enregistrant plus de 100 °F (37,8 °C) ; il est vraisemblable que le dôme de chaleur a contribué à ce record[41].
- 2025 : du 19 juin au 4 juillet, un puissant dôme de chaleur a gagné l'Hexagone, avec lequel le 1er juillet Nîme a enregistré 41,3 °C ainsi qu'à Châteaumeillant 41,2 °C ; le 29 juin Perpignan a subi sa température minimale à 29,3 °C (cet épisode se caractérisait de sa longue durée : Carpentras a compté 15 jours sur 16 qui ont dépassé 35 °C alors que Narbonne a enregistré 15 nuits tropicales (plus de 20 °C))[42] ; d'ailleurs, isotherme 0 °C dépassé les 5 100 mètres d'altitude, le sommet du Mont Blanc a connu, durant près de 30 heures, des températures positives jusqu'à 3 °C[43] ;
- 2025 : simultanément, un autre puissant dôme de chaleur a apparu sur plusieurs régions américaines qui se situent dans l'Est ; Baltimore et Boston ont respectivement enregistré 40,6 °C et 38,9 °C tandis que l'aéroport de Newark a connu 39,4 °C ; de nombreuses communes ont renouvelé leur record de mois de juin[44],[45] ;
- 2025 : un mois plus tard, à la fin de juillet, plus de 250 millions sur 340 millions de population américaine subit un nouveau dôme de chaleur. Notamment, la ville de Tampa de l'État de Floride a connu le 27 juillet, pour la première fois depuis les années 1890, 100 °F[46].

## Impact du dôme de chaleur
Ce phénomène qui peut causer 40 °C de chaleur, voire 50 °C, est extrêmement dangereux,.
Il s'agit d'une température qui dépasse celle du corps humain, 37 °C. Non seulement les personnes fragiles mais aussi les gens de bonne santé peuvent entrer très rapidement en stress thermique. En juin 2021, on a enregistré plus de 500 décès au Canada dont la cause est affectée à ce phénomène tandis qu'aux États-Unis, au moins 200 environ de mort enregistrés,. D'après une récente étude (2023), finalement au moins 868 victimes ont été déclarées. En Colombie-Britannique, 95% plus de surmortalité a été constatée pendant huit jours. En comparaison du mois de juin 2019, ces deux régions ont connu, entre 25 et 30 juin 2021, sept fois plus de consultation en urgence. Le chiffre révisé en 2023 selon un document officiel américain est devenu dramatique : 69 fois plus d'urgence dans l'État de Washington,. En outre, le 29 juin, jour le plus mortel qui a enregistré 234 décès en Colombie-Britannique, l'autorité a pareillement reçu presque 12 000 appels de 911 (numéro d'appel d'urgence), qui restent historique. Aussi le phénomène peut-il provoquer la saturation des établissements médicaux. Et en juin 2021, celle-ci a constaté, parmi les personnels, tant le syndrome d'épuisement professionnel que le trouble de stress post-traumatique.
L'épisode de 2021, inédit, a laissé une leçon importante. Des habitants sont décédés à l'intérieur, chez eux, à la suite de l'augmentation drastique de température alors qu'à l'extérieur, il y avait peu de victimes.
Cette forte chaleur peut augmenter, d'ailleurs, le risque d'accouchement prématuré ou/et le manque de pois de bébé.
Par ailleurs, effet inattendu, dans quelques hôpitaux de Vancouver, la tomodensitométrie ne fonctionnait pas pendant la canicule, faute de refroidissement de l'appareil, ce qui empêchait le diagnostic d'un certain nombre de patients. Un autres impact inattendu du dôme de chaleur, c'était que l'air chaud était si moins dense que, parfois, les hélicoptères n'étaient pas capables d'atterrir en urgence sur quelques hôpitaux. Les patients devaient être transférés en voiture et arriver aux hôpitaux avec beaucoup de délai, malgré leur état critique.
Le dôme de chaleur touche pareillement le secteur de transport. Les chemins de fer doivent circuler avec une vitesse réduite, car il y a des déformations des rails et des caténaires. Afin de réparer ces déformations, il faut de nombreux travaux supplémentaires. Sinon, la vitesse des trains reste limitée. Il existe le même dégât pour les routes. La chaleur liquéfie l'asphalte. Le 8 juillet 2024, le dôme de chaleur a immobilisé le pont de Third Avenue à New York, pont mouvant. Afin de rétablir la fonction, il a fallu résoudre la dilatation thermique de l'acier, par l'unité fluviale arrosant la structure.
Non seulement la consommation de l'électricité devient critique, les appareils peuvent subir leur panne. Surchargés, plus de 400 transformateurs ont perdu leur fonction en juin 2021 au Canada.
À la suite de cette canicule, les scientifiques estiment que plusieurs milliards d'animaux de la mer ont perdu la vie. Sur une plage près de Vancouver, la caméra thermique d'un chercheur a observé, en juin 2021, 56 °C alors que la température de l'air n'enregistrait que 35 °C. Dans cette condition, aucun animal n'était capable de vivre,. Par ailleurs, en province Colombie-Britannique seule, on a compté 180 feux de forêt. Lorsque le dôme de chaleur commence à se déplace, il crée le vent sec et chaud, qui favorise l'aggravation de l'incendie. En conséquence, un seul dôme de chaleur suffit à détruire l'ecosystem dans la région où il occupe.
L'impact pour l'économie aussi demeure considérable. Avec cette chaleur, le travail à l'extérieur est difficile et dangereux. Certains professionnels, tel le jardinier, subissent donc la perte de revenue. Sauf de grands surfaces climatisées, il devient difficile que le commerce accueille les clients, surtout le petit commerce. Le déclin de productivité cause le retard de construction auprès des chantiers. Manque d'eau et de travail, le secteur agricole peut perdre la récolte. Au Canada en 2021, c'était la production des fruits qui a connu trop de perte.
Un autre effet négatif du dôme de chaleur est celui de la nuit très chaude, qui amplifie la fatigue de tous les travaillants,.
La canicule et la sécheresse donnent tout ensemble les dégâts pour les maisons et bâtiments.
Encore le dôme puissant de 2021 a-t-il favorisé d'autres catastrophes naturelles. Des glissements de terrain sont arrivés tardivement, soit à cause de l'instabilité de sol après l'incendie de forêt, soit par l'inondation à la suite de la fonte du glacier et de la neige,.
De surcroît, le dôme de chaleur fait accélérer le réchauffement climatique. En effet, l'usage de la climatisation augmente la consommation de l'électricité (ou de l'essence pour les voitures). Et, comme la climatisation est un déplacement de chaleur de l'intérieur à l'extérieur avec cette consommation supplémentaire de l'énergie, le dôme devient beaucoup plus chaud, tout comme le phénomène îlot de chaleur urbain.

## Projets pour lutter contre le dôme de chaleur
Étant une vague de chaleur qui dure plusieurs jours, voire deux semaines (par exemple, en juin 2021 à Salt Lake City, 12 jours consectifs), le phénomène dôme de chaleur amplifie les dégâts. Il est essentiel qu'il faille absolument éviter la saturation des services publics, notamment celle des hôpitaux, et l'épuisement des matériaux requis.
Ainsi, en tirant des leçons de la canicule de 2021 dans l'Ouest de l'Amérique du Nord, la ville de Vancouver va aller plus loin, en adoptant deux projets : planter les arbres en urgence dans les quartiers où les habitants sont pauvres et avancer la climatisation des bâtiments. L'objectif est, lors des dômes de chaleur qui vont arriver, d'éviter l'augmentation de l'hospitalisation et des décès. En effet, ces quartiers, manquant d'arbres et caractérisés de l'asphalte et du béton armé, peuvent subir jusqu'à 8 °C plus de chaleur. En conséquence, on a enregistré en juin 2021 une immense dépense supplémentaire pour le secteur de santé, qui est estimée 12 millions de dollars. Il s'agit d'un défi, car, de planter les arbres crée normalement l'effet de gentrification, qui peut faire s'en aller les habitants pauvres. Le verdissement sans gentrification a besoin d'une initiative forte des administratifs, afin d'empêcher leur départ involontaire.

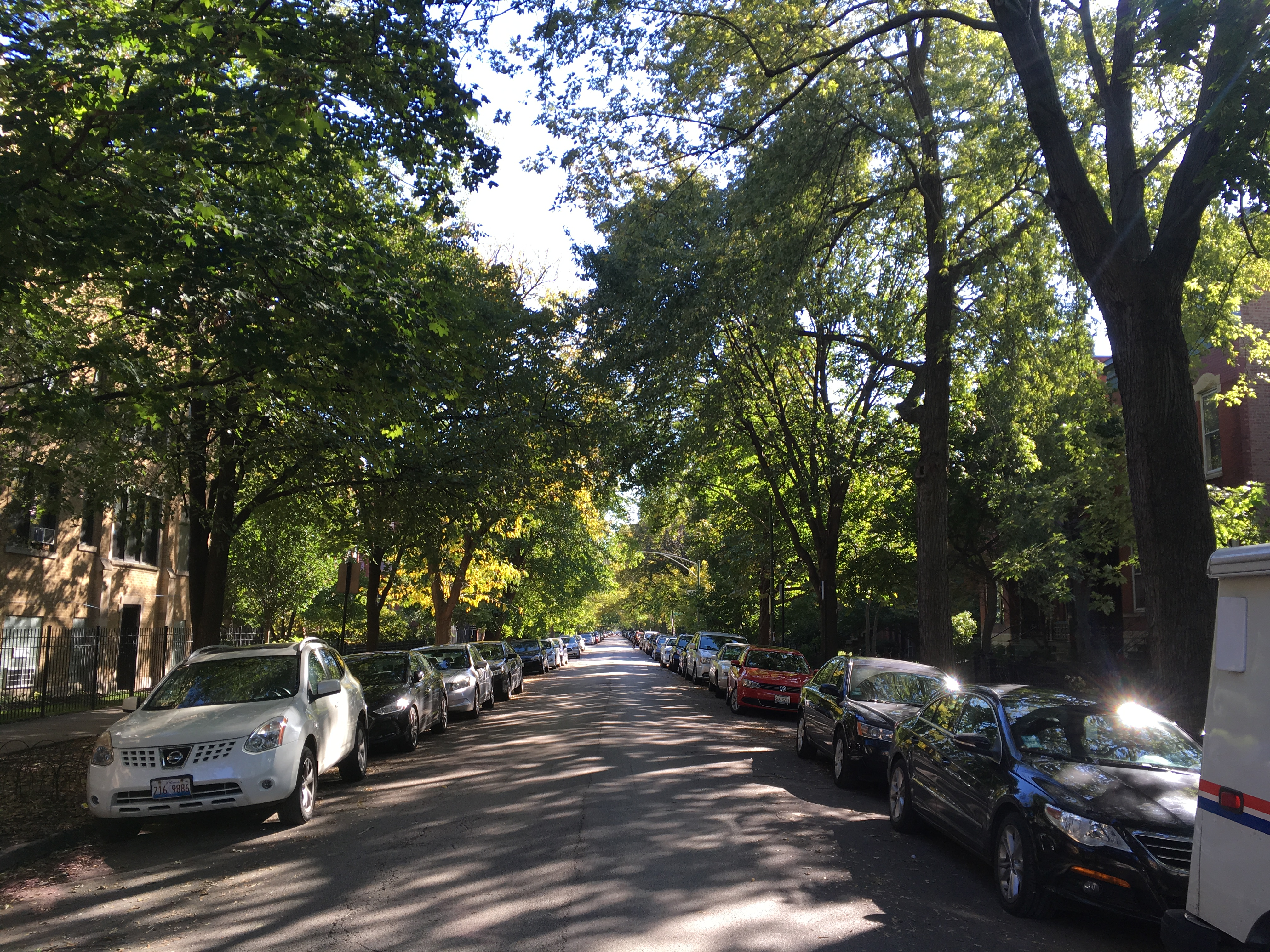
La canopée urbaine est une manière idéale pour lutter contre le dôme de chaleur, (image : un quartier résidentiel de Chicago). Or, pour cela, il faut une collaboration parmi les résidents, les propriétaires et les communes.

Jason Vogel (université de Washington) et Brian G. Henning (université Gonzaga de Spokane) ajoutent encore leurs propositions. Dans l'optique de baisser la température intérieure des bâtiments dans de grandes villes, le toit-terrasse en végétation est une façon efficace. Cette idée est applicable aux architectures dans les jardins publics, et même aux arrêtes de bus, qui seront refuges lors de la canicule. Ils recommandent aussi de nouveaux bâtiments en structure d'ombre. Ou bien, il vaux mieux peindre simplement les bâtiments en blanc, de sorte que la réflexion de lumière soit améliorée.
De créer les centres de climatisation est actuellement très attentivement étudié aux États-Unis. D'une part, d'installer l'appareil à chaque foyer n'est pas efficace ni écologique. D'autre part, les habitants pauvres ne sont pas capable de payer les frais supplémentaires d'électricité. Le projet de la ville de Baltimore est une référence bien étudiée. Il se caractérise de son soutien pour les associations communales à but non lucratif, qui seront les organisateurs, et de sa solution à la base de l'énergie solaire photovoltaïque et de la batterie d'accumulateurs, ayant pour but de réduire le coût. C'est un vaste projet, y compris la formation de l'équipe,. En ce qui concerne les centres de climatisation, il s'agit des bibliothèques, centres d'accueil, églises, écoles et centres commerciaux, à savoir des établissements publics, qui fonctionnent toujours dans la commune. Leur rapport quotidien avec les habitants fera, en cas de diligence, sauver la santé et la vie des personnes les plus vulnérables.
| |
| Ce bâtiment à New York peut garder une température plus basse à l'intérieur lors du dôme de chaleur, grâce à son grand toit-terrasse. |

| |
| Le Fashion Show Mall à Las Vegas est un exemple de la structure d'ombrage qui protège le bâtiment de la chaleur. |

| |
| Idée plus sophistiquée. Il s'agit d'un EHPAD de Trith-Saint-Léger qui s'équipe du brise soleil. Ce dernier bloque le rayon du soleil en été. En hiver, au contraire, il laisse passer la lumière dans l'optique de chauffer le bâtiment. |

| |
| La ville de Baltimore a déjà inauguré plusieurs types de centres de climatisation, dont ce centre de services seniors de Waxter, disponibles à tous pendant la canicule. |

En sachant qu'il n'existe aucune solution universelle (one-size-fits-all), l'État de Washington, qui a compté 441 morts du 27 juin au 3 juillet 2021, se mobilise dans l'optique de chercher la stratégie pour lutter contre le dôme de chaleur à l'avenir. Il s'agit des départements de santé, de commerce, d'écologie, de travail et d'industries, des ressources naturelles ainsi que le conseil de codes et la division de gestion d'urgence. Cette mobilisation est effectuée en collaboration étroite avec les scientifiques, les communes, les associations communales et les organisations religieuses. Une nouveauté de cette stratégie est la modification des codes de la construction et de l'habitation. Dorénavant, les codes seront plus adaptés au changement climatique, surtout ayant pour but de baisser la température des bâtiments pendant la canicule. En avril 2023, l'État de Washington a adopté une nouvelle loi, Bill 1170, ce qui est un fruit de cette collaboration cherchant une nouvelle stratégie,.
À la suite de la chaleur extrême inédite, la modification du code du travail aussi est étudiée. Notamment, il faut protéger la santé des travailleurs à l'extérieur et éviter le risque de l'accident,.
La tâche n'est pas facile. Car, selon l'enquête tenue à Phoenix en 2007, plus de moitié de personnes âgées (à partir de 65 ans, ceux qui sont particulièrement vulnérables) avaient tendance à ne pas modifier leur vie quotidienne, en dépit de leur connaissance sur les conseils contre la chaleur. Même après l'épisode de 2021, 88% d'habitants, qui avaient été interrogés à Spokane, ont répondu qu'ils ne quitteraient pas le domicile, sans aller au centre de climatisation. Il faut améliorer tant l'environnement que l'enseignement.
C'est la raison pour laquelle la collaboration avec les scientifiques est indispensable. Ainsi, en 2021, un certain nombre des habitants de Spokane pensaient que cette vague de chaleur n'affecterait que les personnes sans-abris. Les chercheurs de l'université Gonzaga de Spokane se sont mobilisés dans l'optique de corriger cette fausse nouvelle. Leur étude avait deux objectifs : établir scientifiquement les cartes, qui sont capables d'indiquer quels quartiers ont plus de risque pour les résidents ; avec ces cartes, améliorer la connaissance des habitants sur la canicule. Leurs cartes en haute résolution présentent que certains quartiers enregistraient 13,9 F° plus de chaleur. L'étude révèle qu'après-midi, des cartiers protégés par la canopée urbaine, situés dans le sud de la ville, est les moins chauffés. Ces quartier ne comptaient aucun décès en 2021 alors que toutes les 19 morts se trouvaient dans les quartiers réchauffés. Il est important que l'administratif puisse savoir, avec ce type d'étude, quels quartiers ont besoin des centres de climatisation et comment augmenter la canopée urbaine dans la ville.
Le 22 juillet 2023 a connu une vaste mobilisation des bénévoles dans plusieurs communes de l'État d'Oregon, qui avait enregistré de nombreux décès en juin 2021, dont 69 victimes du comté de Multnomah. Ce jour-là, ces 125 bénévoles ont conduit leurs voitures avec thermomètre sur les routes, dans la matinée, l'après-midi et la soirée. Le résultat, qualifié par cet État comme une étude inédite, a été publié en avril 2024, avec les cartes très détaillées qui précisent la température. Cette étude aussi sera utilisée afin d'améliorer la canopée urbaine.

## Simulation d'une canicule à Paris en 2032
En tirant les leçons de Vancouver de 2021, la ville de Paris, qui a déjà lancé le projet de 1 200 îlots de fraîcheur et de la plantation de 25 000 arbres, a effectué deux simulations les 13 et 17 octobre 2023, un scénario de simulation supposant le 25 juin 2032 à 50 °C, canicule provoquée par le dôme de chaleur. Selon ce scénario, la ville était placée en vigilance jaune depuis le 17 juin 2032. Le 24 juin, l'intensité de chaleur atteint 50 °C, et au soir, plus de 27 °C. L'objectif était de vérifier le fonctionnement des communications entre la salle de crise de la ville et d'autres cellules de crise, telle celle de la préfecture de police. Plusieurs situations critiques, telle la saturation des salles rafraichies, ont été testées. Même, dans l'optique de singer la réaction de la population, un faux fil X a été lancé.
Le 22 octobre 2024, deux documents ont été publiés par la Direction de la Transition Écologique et du Climat de la ville de Paris, précisant l'objectif de ce projet : « Préparer le territoire à un dôme de chaleur » :
- Paris à 50 °C, Synthèse et grands enseignements [lire en ligne] ;
- Paris à 50 °C, Exercice de crise organisé par la ville de Paris, Guide méthodologique [lire en ligne].

### Vidéo
- Université de la Colombie-Britannique, département Physique et Astronomie, 2021 Heat Dome : An extremely rare event that we will likely see again (2022) : (en)[vidéo] « Disponible », sur YouTube
- chaîne KVUE (Texas), What is the " heat dome " and how does it work ?  (2023) : (en)[vidéo] « Disponible », sur YouTube
- Université Gonzaga de Spokane, Why Beat the Heat ? : Extreme Heat Initiative Briefing (2023, émission éducative) : [vidéo] « Disponible », sur YouTube
- France 24, Dôme de chaleur sur l'hémisphère nord : ce qu'il faut savoir (2023) : [vidéo] « Disponible », sur YouTube